# Murina annamitica
Murina annamitica (Francis & Eger, 2012) è un pipistrello della famiglia dei Vespertilionidi diffuso in Indocina.

## Descrizione

### Dimensioni
Pipistrello di piccole dimensioni, con la lunghezza della testa e del corpo tra 36,2 e 55 mm, la lunghezza dell'avambraccio tra 27 e 34,6 mm, la lunghezza della coda tra 32,4 e 40,3 mm, la lunghezza del piede tra 5,9 e 8,1 mm, la lunghezza delle orecchie tra 11,9 e 15 mm e un peso fino a 8 g.

### Aspetto
Le parti dorsali sono bruno-rossastre con la base più scura e la parte centrale bruno-arancione, mentre le parti ventrali sono grigio-biancastre con la base grigio scura. Il muso è stretto, allungato, con le narici protuberanti e tubulari. Gli occhi sono molto piccoli. Le orecchie sono corte, arrotondate e ben separate tra loro. Le ali sono attaccate posteriormente alla base dell'artiglio dell'alluce. I piedi sono piccoli e ricoperti di peli. La punta della lunga coda si estende leggermente oltre l'ampio uropatagio. Il calcar è lungo. 

### Ecolocazione
Emette ultrasuoni sotto forma di impulsi di breve durata a frequenza modulata iniziale di 184–194 kHz, finale di 41–51 kHz e massima energia a 121,1-139,8 kHz.

## Biologia

### Alimentazione
Si nutre di insetti.

## Distribuzione e habitat
Questa specie è diffusa in Thailandia, Laos e Vietnam.
Vive nelle foreste collinari sempreverdi umide e foreste secondarie pre-montane tra 700 e 1.300 metri di altitudine.

## Conservazione
Questa specie, essendo stata scoperta solo recentemente, non è stata sottoposta ancora a nessun criterio di conservazione.